# 区捷
区捷（1967年11月—），女，汉族，广西桂林人，中华人民共和国政治人物。现任民革中央委员，民革广西区委会副主委。第十三、十四届全国政协委员。